# 尼各老三世

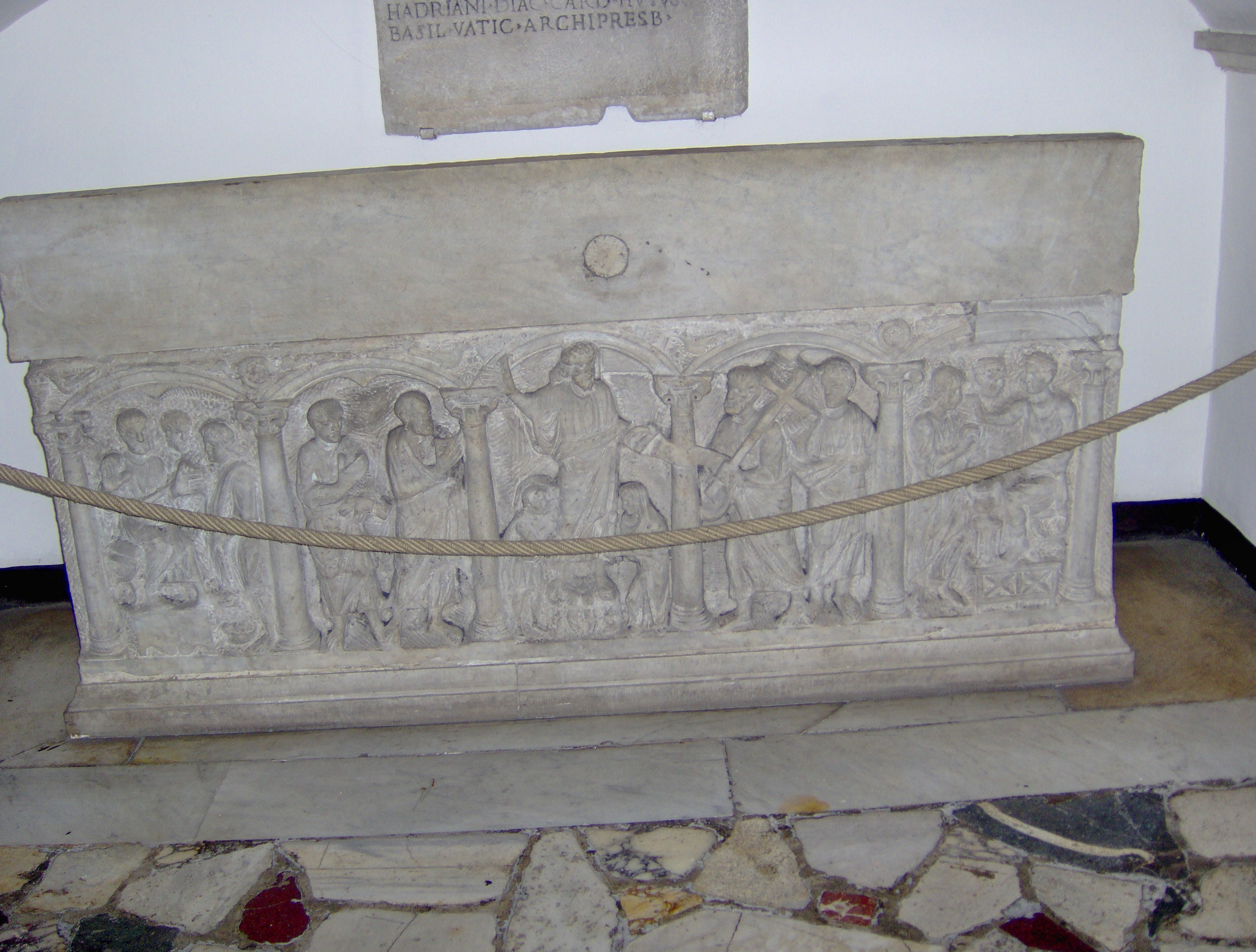
尼各老三世於聖伯多祿大殿的墳墓

尼各老三世（拉丁語：Nicolaus PP. III；約1210年或1220年—1280年8月22日）本名若望·加埃塔諾·柯爾西尼（Giovanni Gaetano Orsini），1277年11月25日當選教宗，同年12月26日即位至1280年8月22日為止。

## 譯名列表
- 尼各老：天主教香港教區禮儀委員會：禧年專頁 （页面存档备份，存于）作尼各老。
- ：香港天主教教區檔案　歷任教宗作。
- 尼古拉：《大英簡明百科知識庫》2005年版[永久]、《世界人名翻譯大辭典》1993年版作尼古拉。